# نيكولاي ماركوف
نيكولاي ماركوف (بالروسية: Марков, Николай Валерьевич)‏ (20 أبريل 1985 بطشقند في أوزبكستان - ) هو لاعب كرة قدم روسي وأوزبكستاني في مركز الدفاع. لعب مع نادي كراسنودار وتراكتور طشقند ‏ وسليوت بيلغورود ‏ وFC Krasnodar-2 ‏ وFC Rubin-2 Kazan ‏ وFC Lukhovitsy ‏ وFC Metallurg Lipetsk ‏ ونادي أورال يكاترينبورغ.

## وصلات خارجية
- نيكولاي ماركوف على موقع قاعدة بيانات كرة القدم.إي يو (الإنجليزية)
- نيكولاي ماركوف على موقع Soccerway.com (الإنجليزية)